# موقع الزواج (فلم صامت)
الويب الزوجي هو فيلم درامي أمريكي صامت من أنتاج عام 1921 أخرجه إدوارد خوسيه. حصلت الممثلة أليس كالهون على دور البطولة أيضا مع وجوزيف سترايكر ورايلي هاتش .

## المشاركين
- أليس كالهون في دور هيلين أندرسون
- جوزيف سترايكر في دور هارفي بليك
- رايلي هاتش في دور أندرسون ضابط الإيرادات
- أرماند كورتيس في دور جريجوري
- تشارلز ماكاي في دور سايروس بليك
- إلسي فولر في دور ميريام بليك
- إرنست هيليارد في دور ايرفينغ سنيد
- ماريون بارني في دور السيدة سانبورن
- إديث ستوكتون في دور دوروثي سانبورن
- جي سي فري في دور القاضي كاميرون
- ديك لي في دور مهرب

## الفهرس
- كونيلي ، روبرت ب.الصامت: أفلام روائية صامتة ، 1910-1936 ، المجلد 40 ، العدد 2 . مطبعة ديسمبر ، 1998.
- موندن ، كينيث وايت. كتالوج معهد الفيلم الأمريكي للصور المتحركة المُنتجة في الولايات المتحدة ، الجزء الأول . مطبعة جامعة كاليفورنيا ، 1997.

## الروابط خارجية
- موقع الزواج  في قاعدة بيانات الأفلام على الإنترنت (بالإنجليزية)